# St.-Johannis-Kirche (Dannenberg)

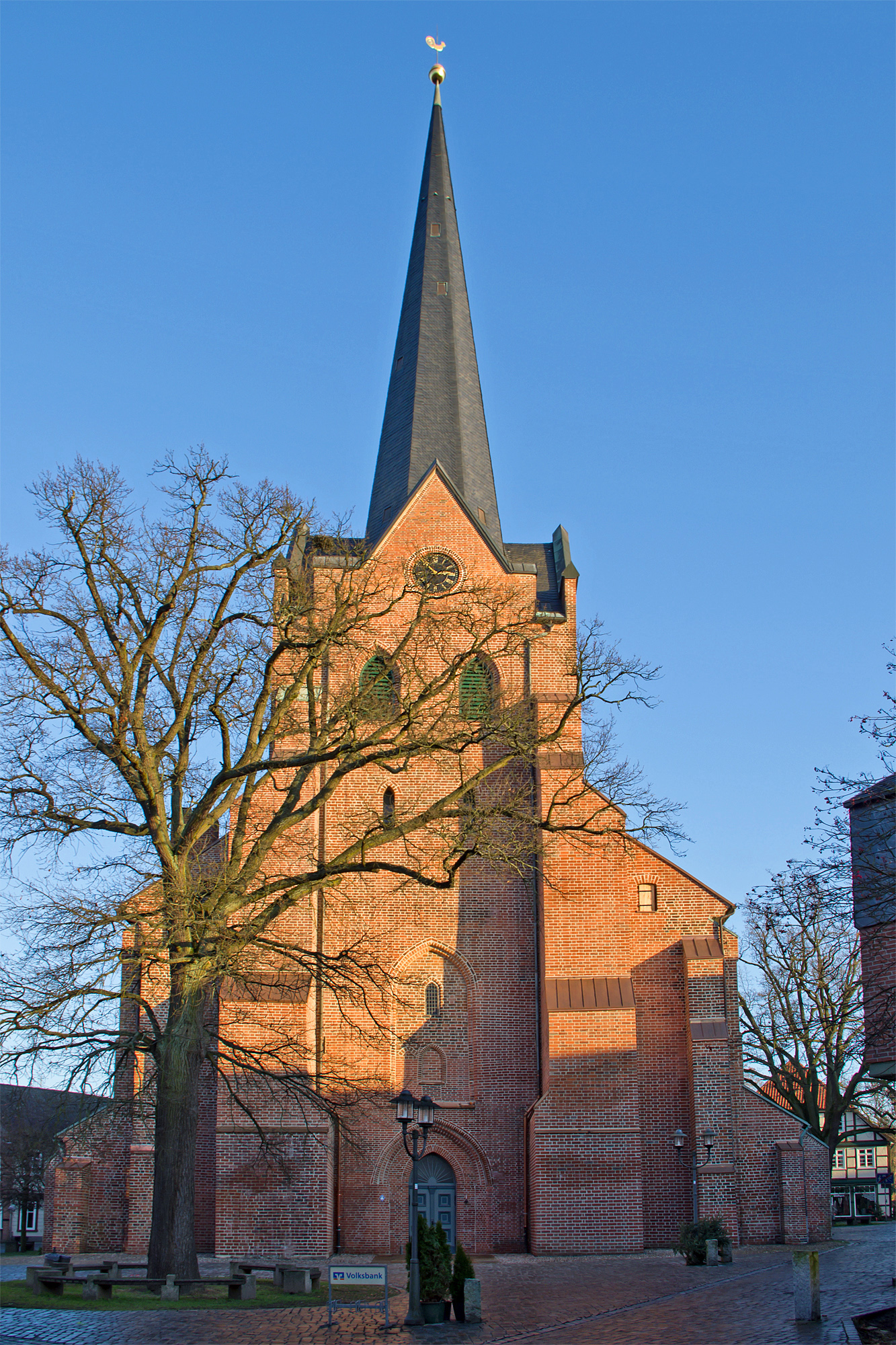
St.-Johannis-Kirche, Westfassade

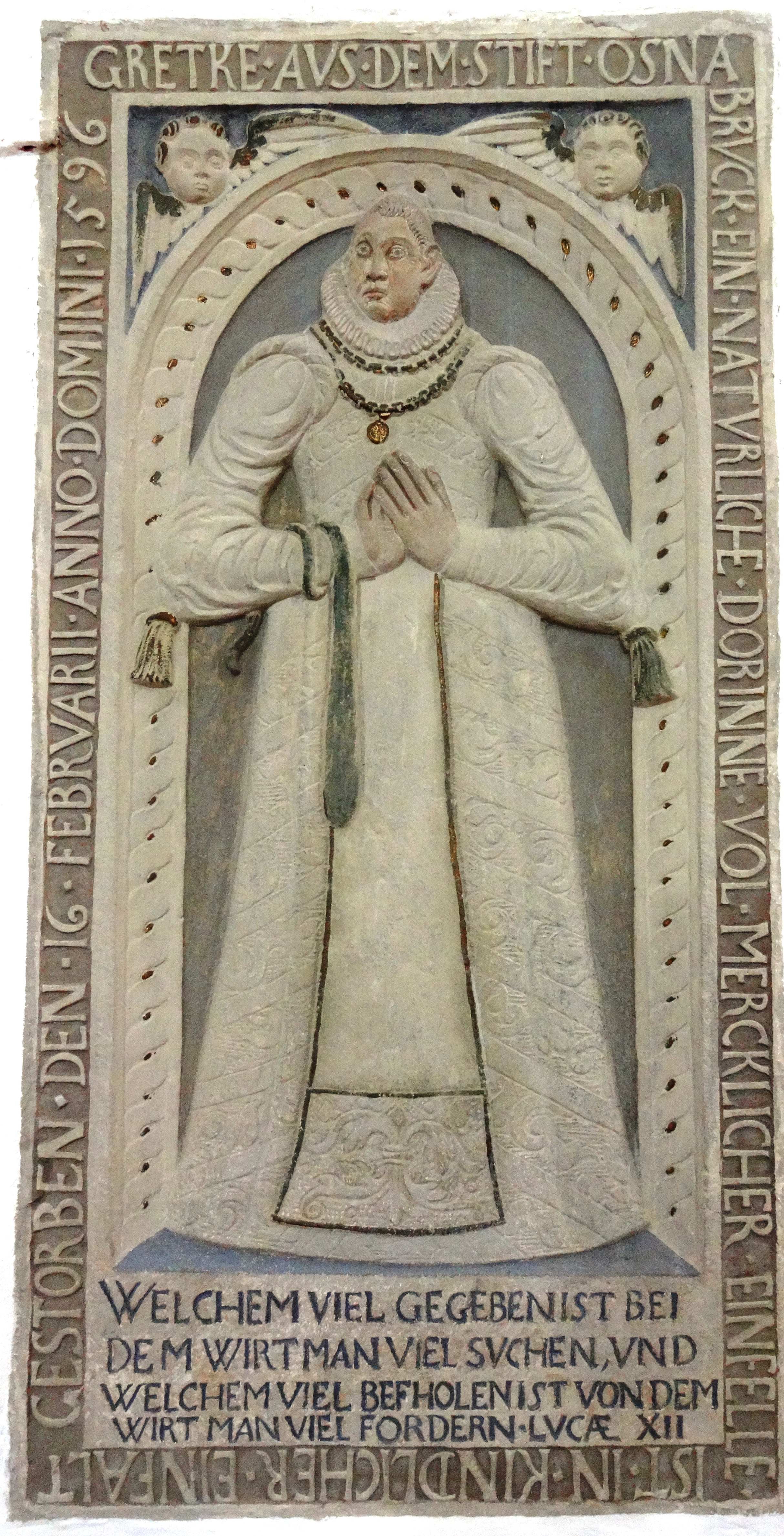
Grabplatte von Gretke, St.-Johannis-Kirche, Dannenberg

Die St.-Johannes-Kirche in Dannenberg (Elbe) ist die Kirche der evangelischen St.-Johannis-Kirchengemeinde Dannenberg im Kirchenkreis Lüchow-Dannenberg der Evangelisch-lutherischen Landeskirche Hannovers.

## Geschichte
Die an der Stelle eines Vorgängerbaus aus der Mitte des 12. Jahrhunderts errichtete gotische Hallenkirche geht auf die Zeit um das Jahr 1385 zurück. 1569 wurde eine Fürstengruft ergänzt. Um 1600 wurde im Osten der Kirche ein Anbau ergänzt und der niedrigere Turm erhielt sein heutiges Aussehen. Von 1605 bis zu seinem Tode 1653 war Johannes Schultz Organist an der St.-Johannis-Kirche.
Brände und andere Zerstörungen erforderten regelmäßig Restaurierungen. Die letzte große Katastrophe für den Kirchenbau war im Jahr 1812 der Einsturz des Ostchores, der zuvor bis in die Marschtorstraße gereicht hatte und nach der Zerstörung durch eine gerade Abschlusswand ersetzt wurde.
Im Zuge der Sanierung die Kirchenfundamente 1960 entfernte man auch die aus dem 17. Jahrhundert stammenden Emporen auf beiden Seiten der Kirche. Der 73 Meter hohe Kirchturm wurde 1988/89 neu eingedeckt. Er ist seitdem Nistplatz für Schleiereulen und Turmfalken. Die aus dem Jahr 1895 stammende Turmuhr (Hersteller: Fa. Weule in Bockenem im Harz) hat seit 2006 ein renoviertes Uhrwerk.

## Ausstattung
- Das Altarbild befand sich vor dem Jahr 1866 in der heute nicht mehr existierenden Kapelle des St.-Georg-Hospitals von Dannenberg, von der es in die Splitauer Friedhofskapelle gelangte. Von dort wurde es im Jahr 1958 in die St.-Johannes-Kirche verlegt. Links ist Moses mit der Schlange, rechts die Kreuzigung Christi und in der Mitte die Auferstehung Christi zu sehen.
- Der Taufstein wurde in den 1960er Jahren gefertigt. Er zeigt Johannes den Täufer. Das Lamm spielt auf Christus an.
- Der Flügelaltar, ein in der Mitte des 15. Jahrhunderts entstandenes Triptychon, stellt auf elf Bildtafeln die Passionsgeschichte dar. Von links nach rechts: Jesus betet im Garten Gethsemane, er wird verhaftet, von Pilatus zum Tode verurteilt, gefoltert, er trägt sein Kreuz, wird gekreuzigt, begraben und befindet sich im Reich der Toten. Es folgen Auferstehung, Himmelfahrt und Pfingsten. Die Bilder der Predella unter diesen Bildtafeln zeigen die Propheten des Alten Testaments: Jesaja, Ezechiel, Daniel, Hosea, Joel, Amos, und Obadja.
- Das Altarkreuz ist mit fünf an die fünf Wunden Christi erinnernden Bergkristallen versehen.
- Die vier Altarleuchter zeigen die zwölf Apostel
- Das Weihnachtsbild befindet sich im rechten Seitenschiff der Kirche. Dieses Ölgemälde ist eine Kopie des Malers Bartolomeo Biscaino aus Genua.
- Der Weltkreisleuchter aus dem Jahr 1991 symbolisiert mit dem Kreuz in der Mitte des Globus, dass Jesus Christus die Welt zusammenhält.
- Die Grabplatte von Gretke, Ende des 16. Jahrhunderts, ist sehr gut erhalten. Hingegen ist die von Anna-Sophie stark beschädigt. Die Stadt im Hintergrund ihrer Grabplatte stellt möglicherweise Dannenberg dar.
- Der Kronleuchter stammt aus dem Ende des 18. Jahrhunderts.
- Die 1970 bis 1974 von Karl Schuke, Berlin gebaute Orgel umfasst 29 Register, zwei Manuale und insgesamt 2005 Pfeifen.
- Zwei der vier Glocken wurden um das Jahr 1300 gegossen, eine dritte im Jahr 1539 von Jan van den Gheyn in Mecheln. Die vierte und größte Glocke wurde 1624 in Hamburg hergestellt und trägt die Aufschrift „ANNO 1624 GOS MICH MEISTER NVESEL IN HAMBURG“

## Weitere Bilder

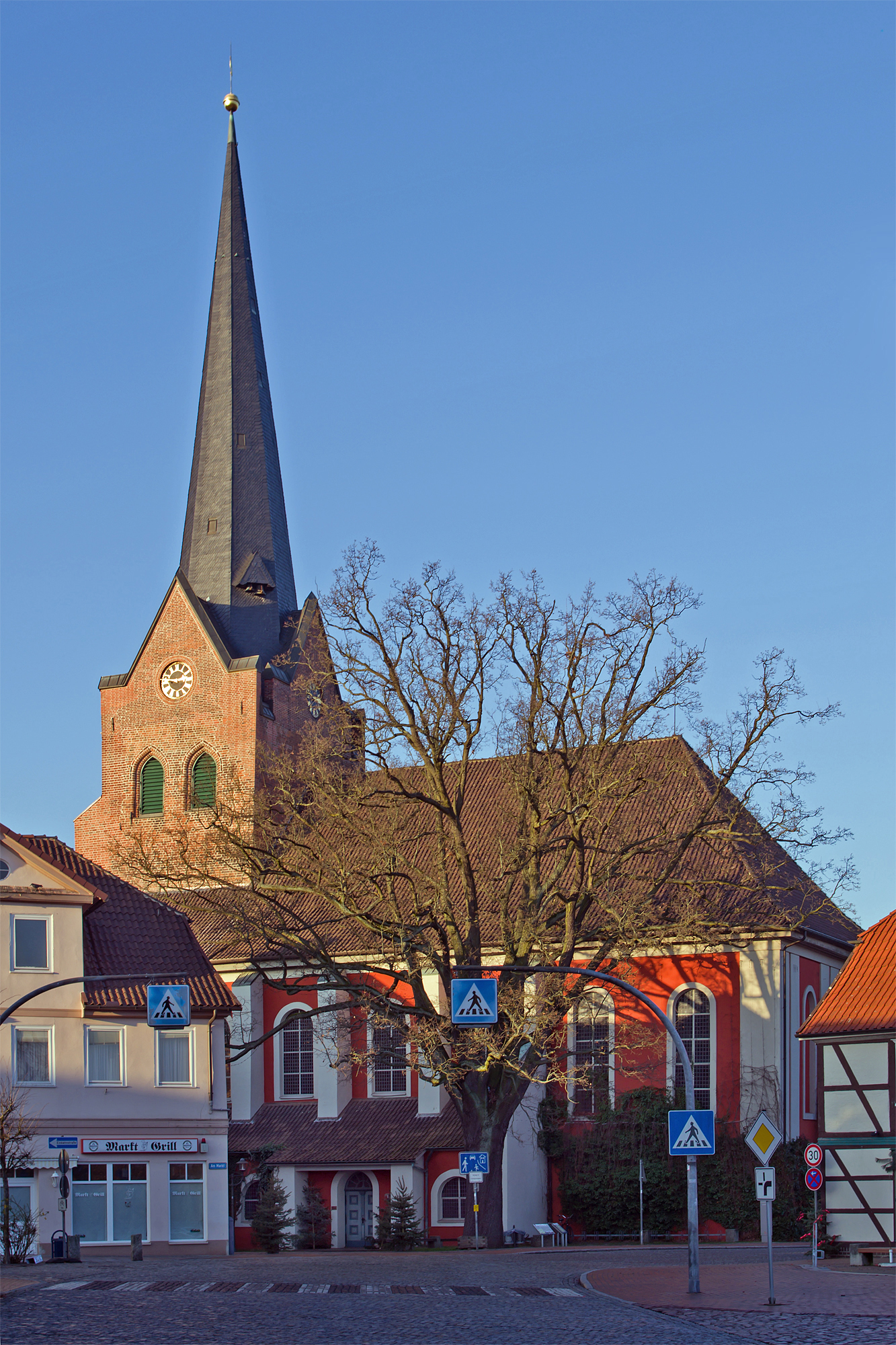
Blick vom Markt/Schlossgraben
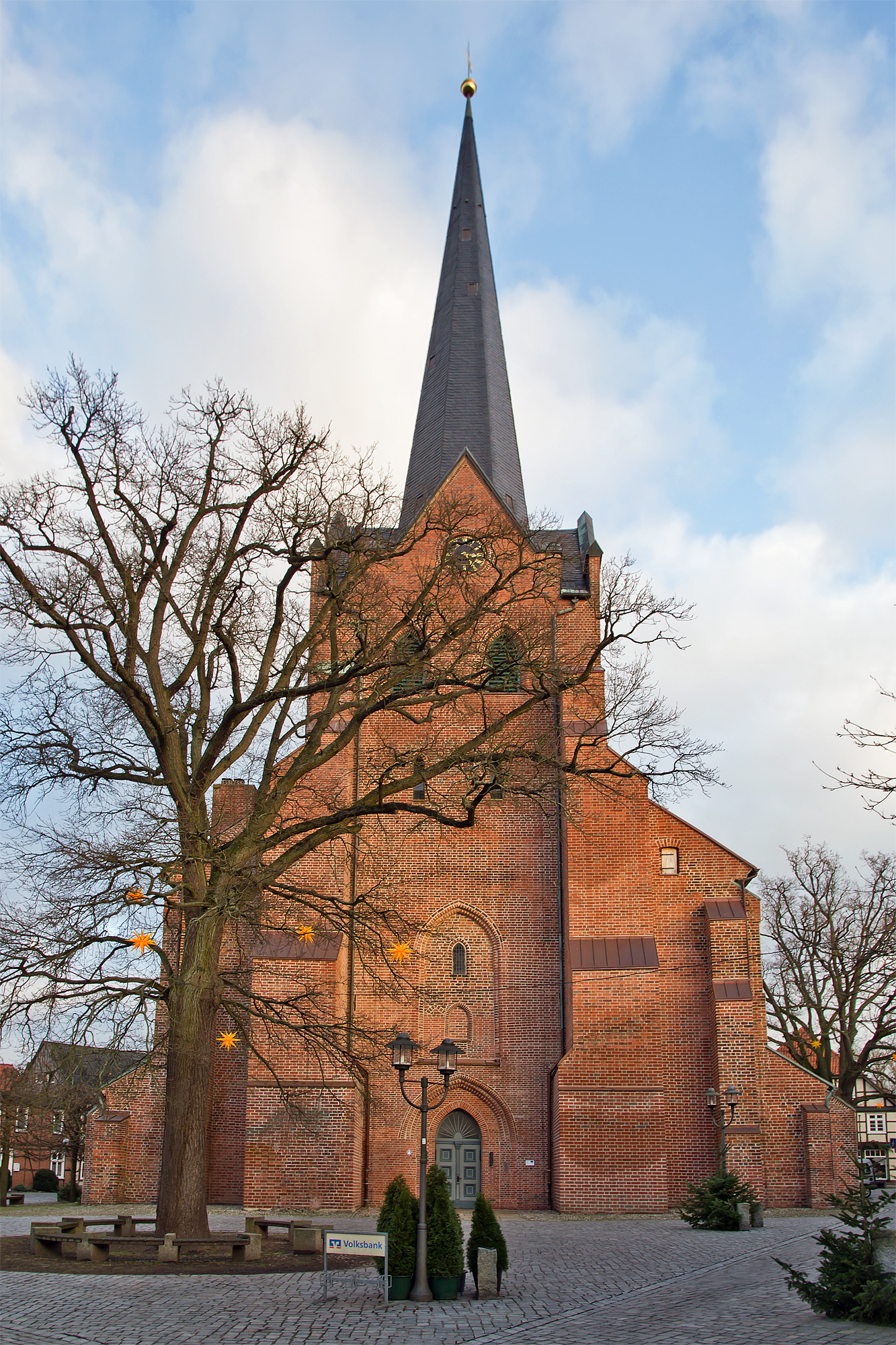
Westseite
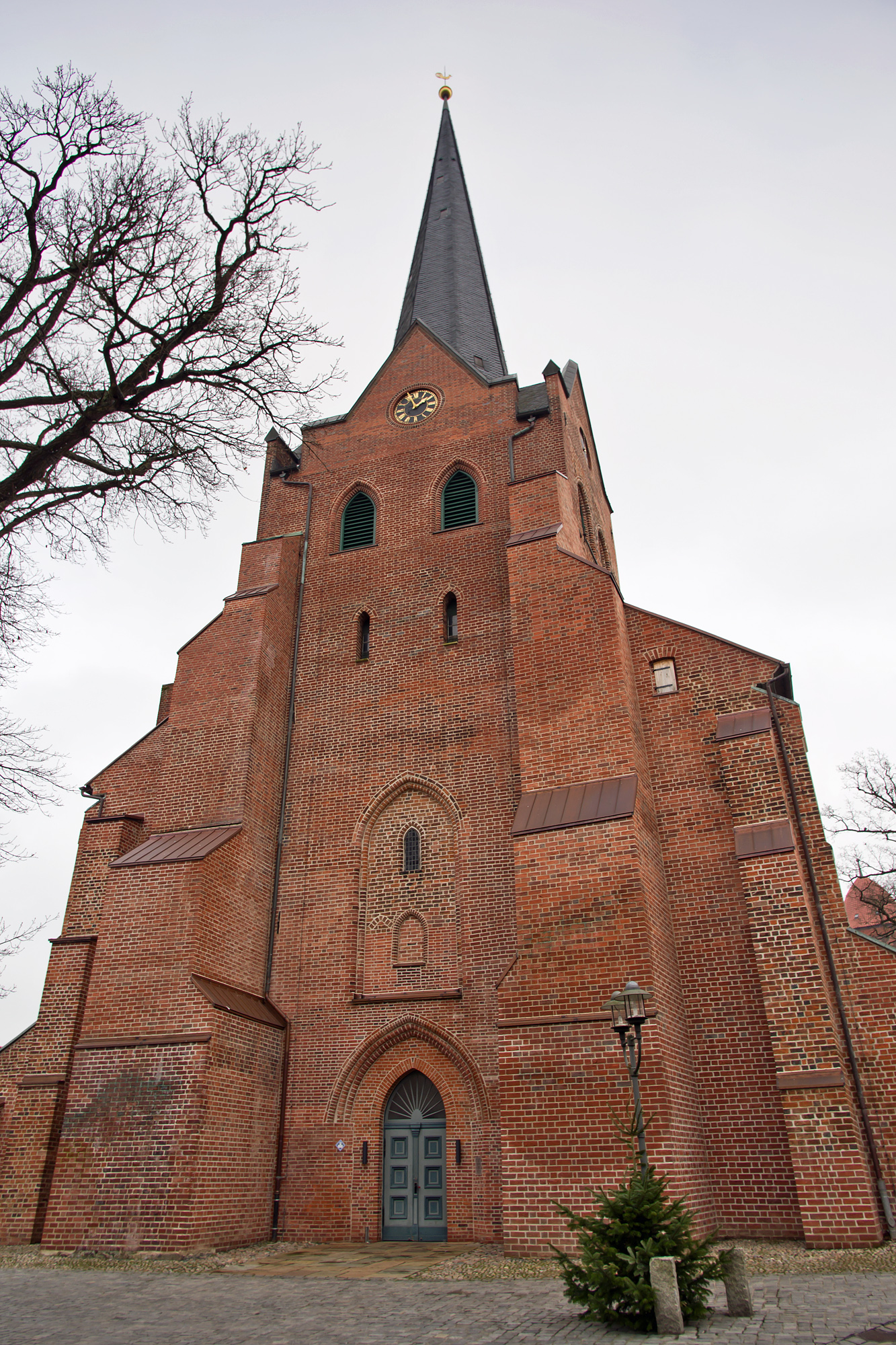
Vor der Westfassade mit Turm
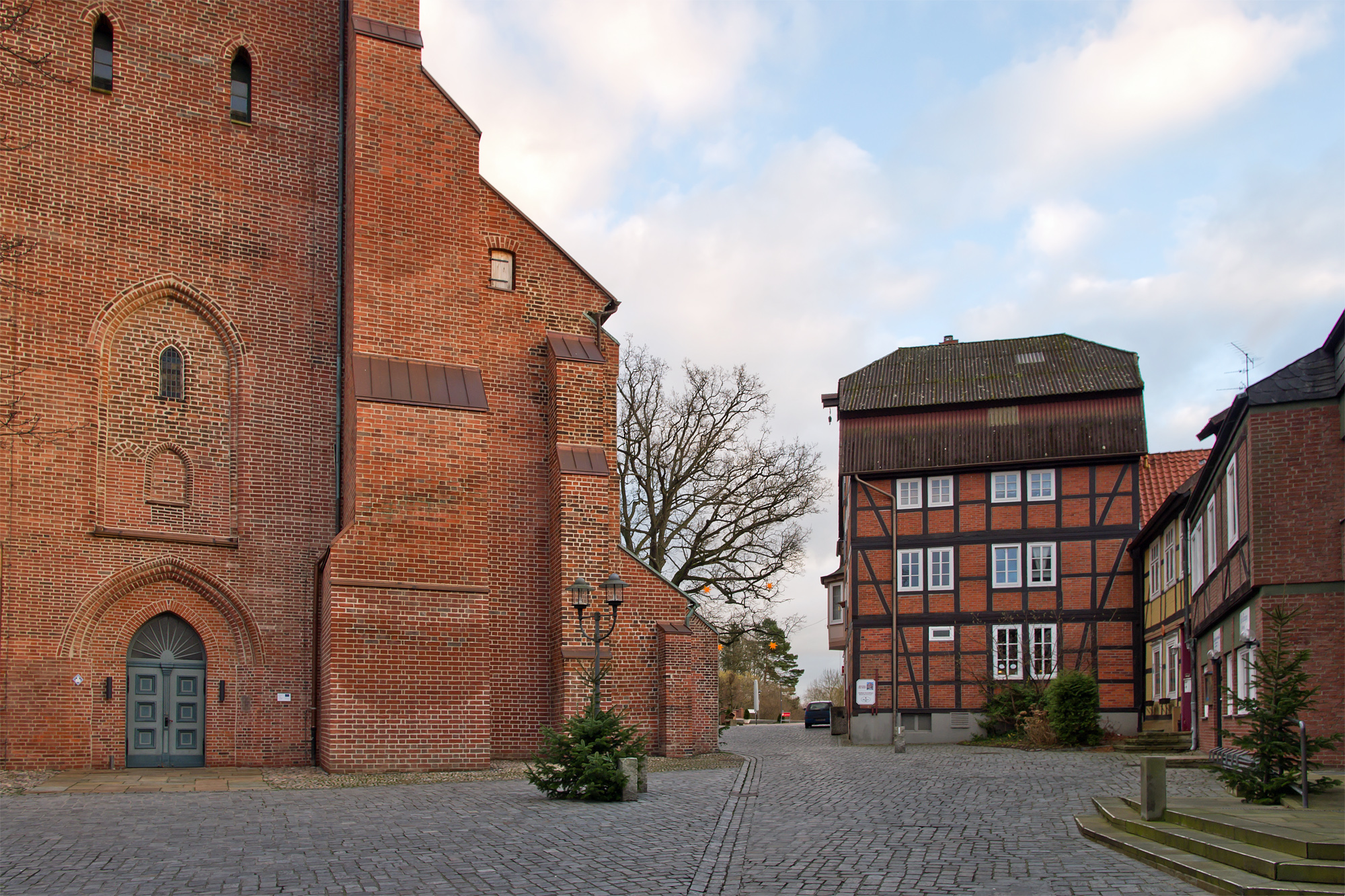
„verbauter“ südlicher Kirchplatz
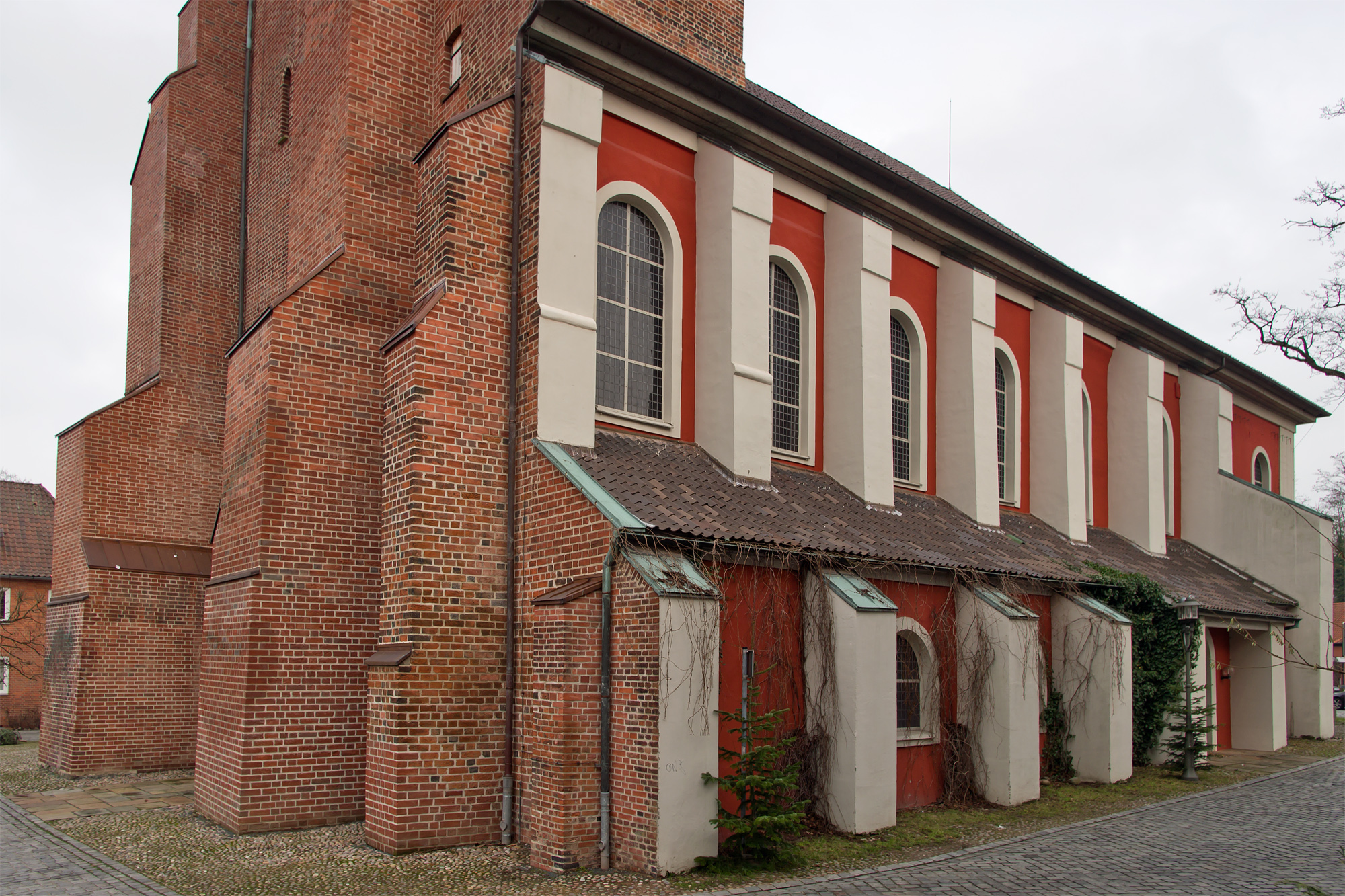
Südwestansicht der Fassade
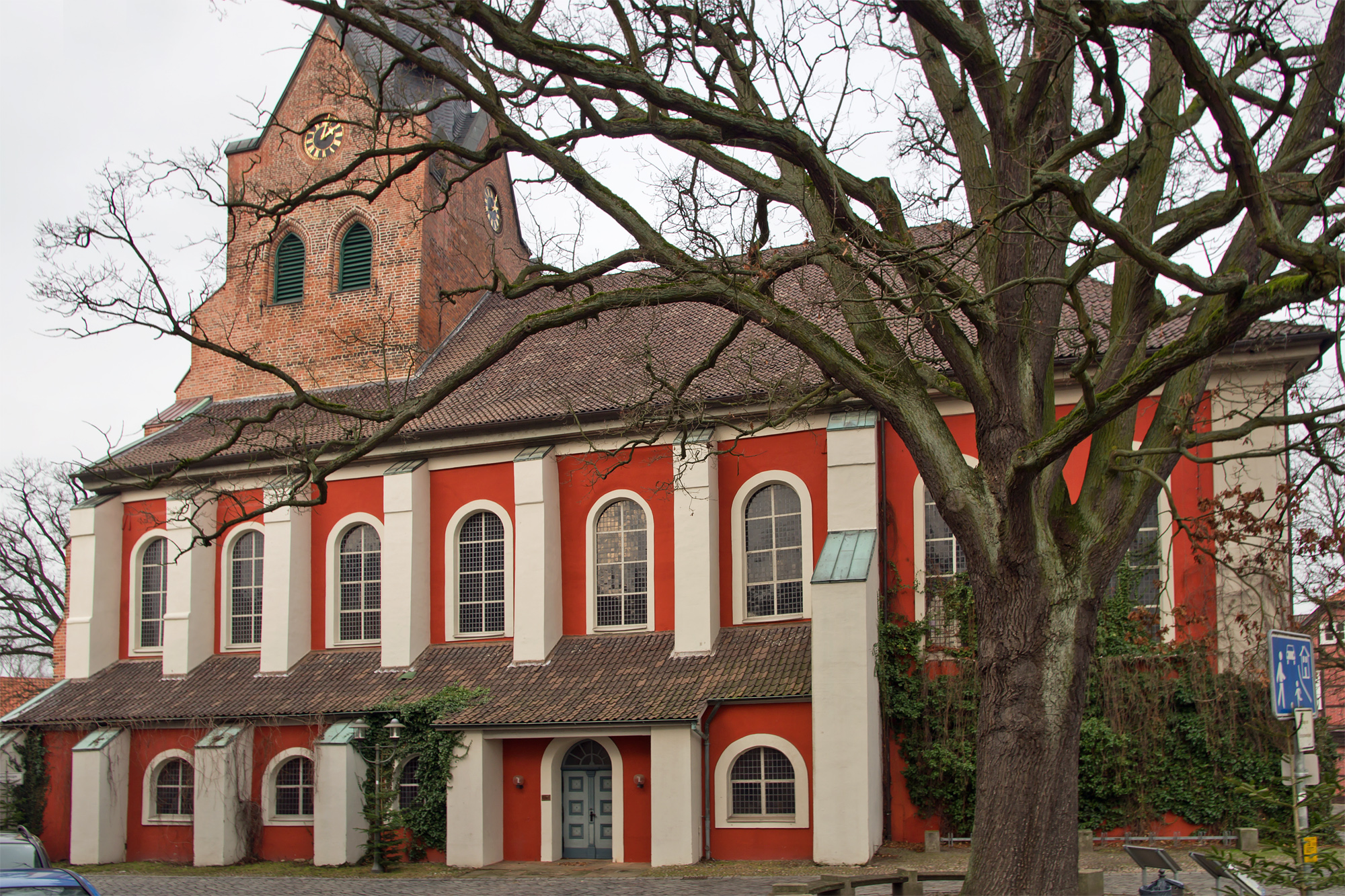
Südfassade
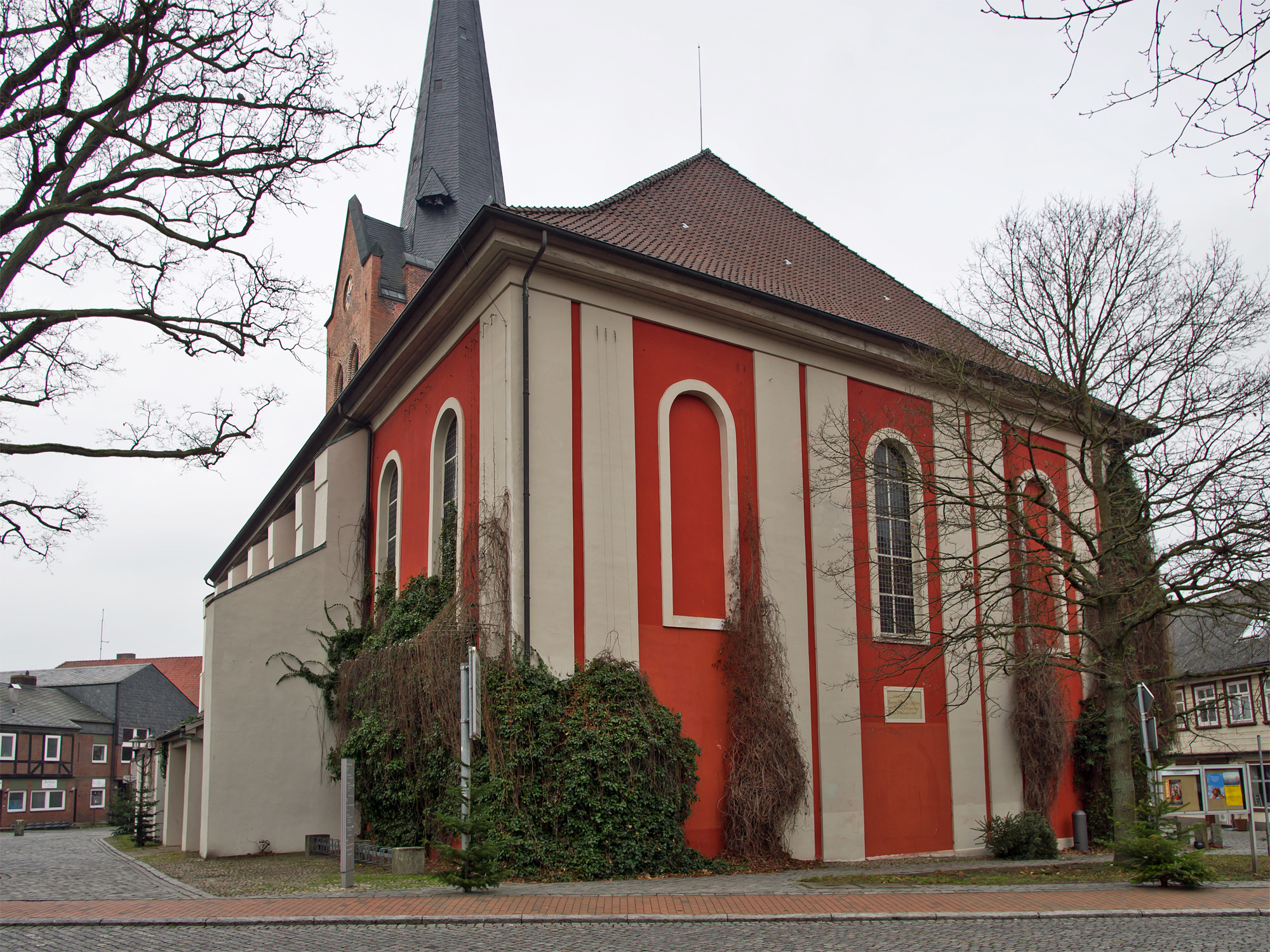
Südostansicht auf die Ostfassade
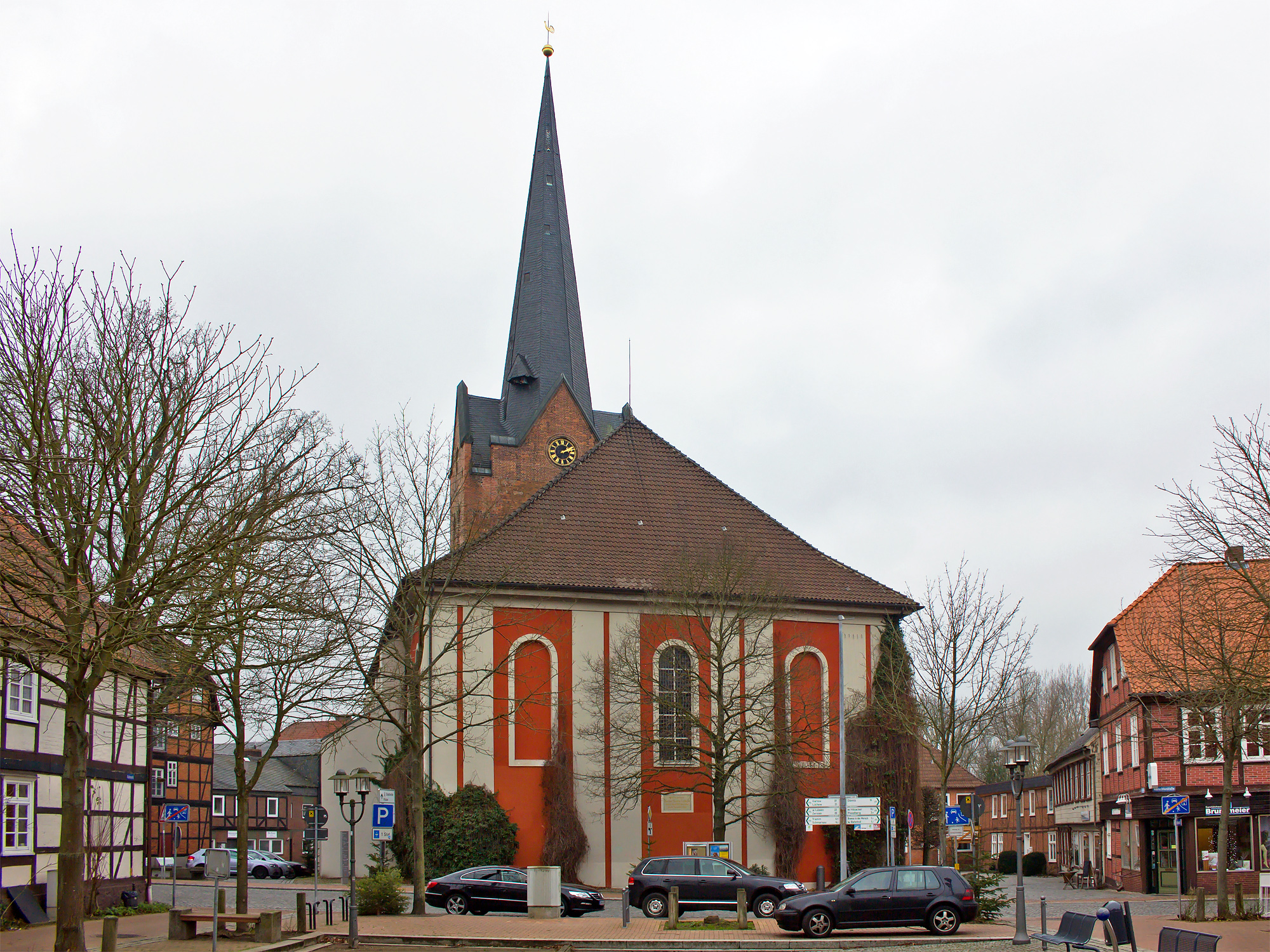
Blick vom Kuhmarkt auf die Ostseite
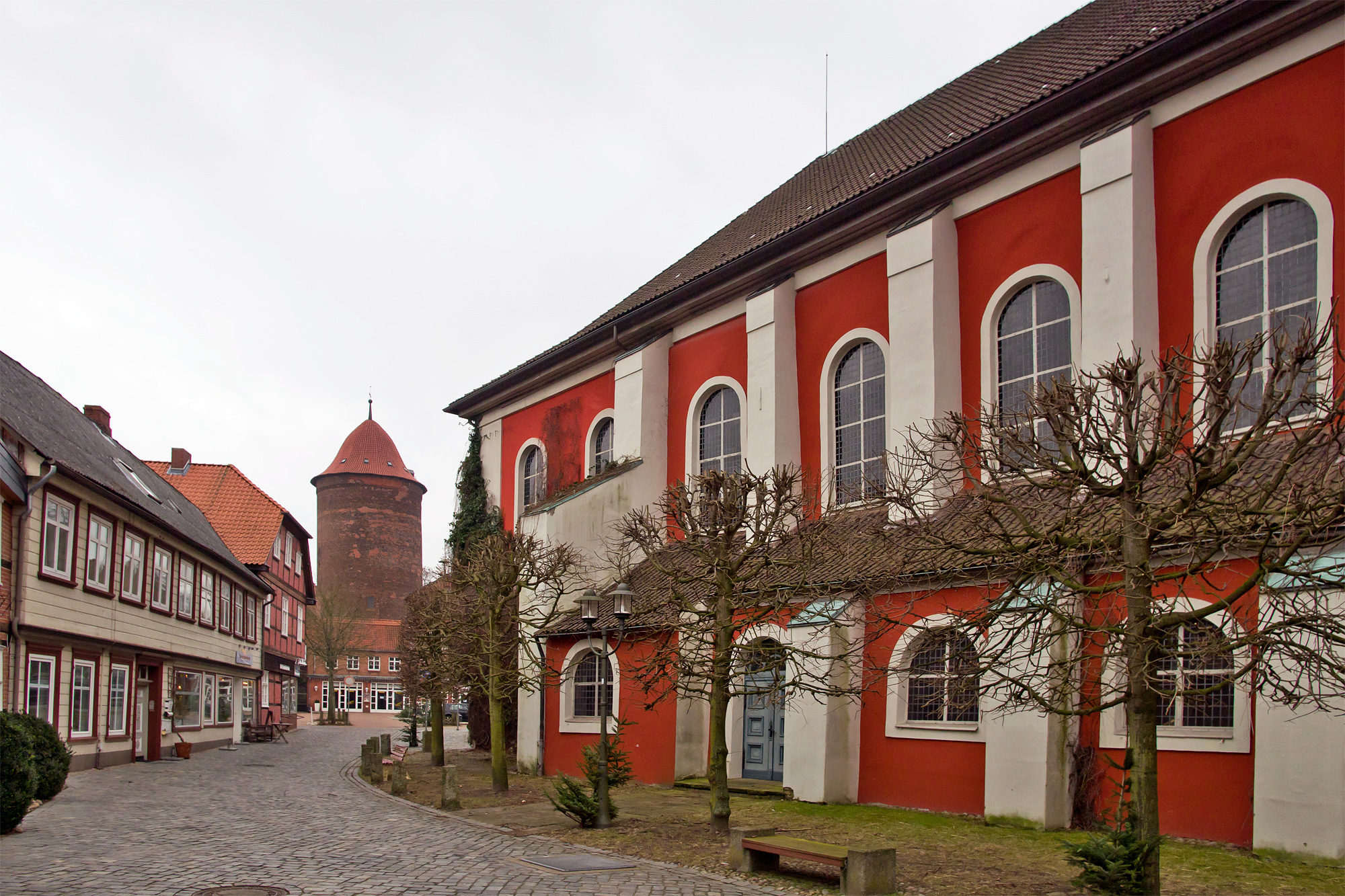
Blick östlich entlang der Nordfassade
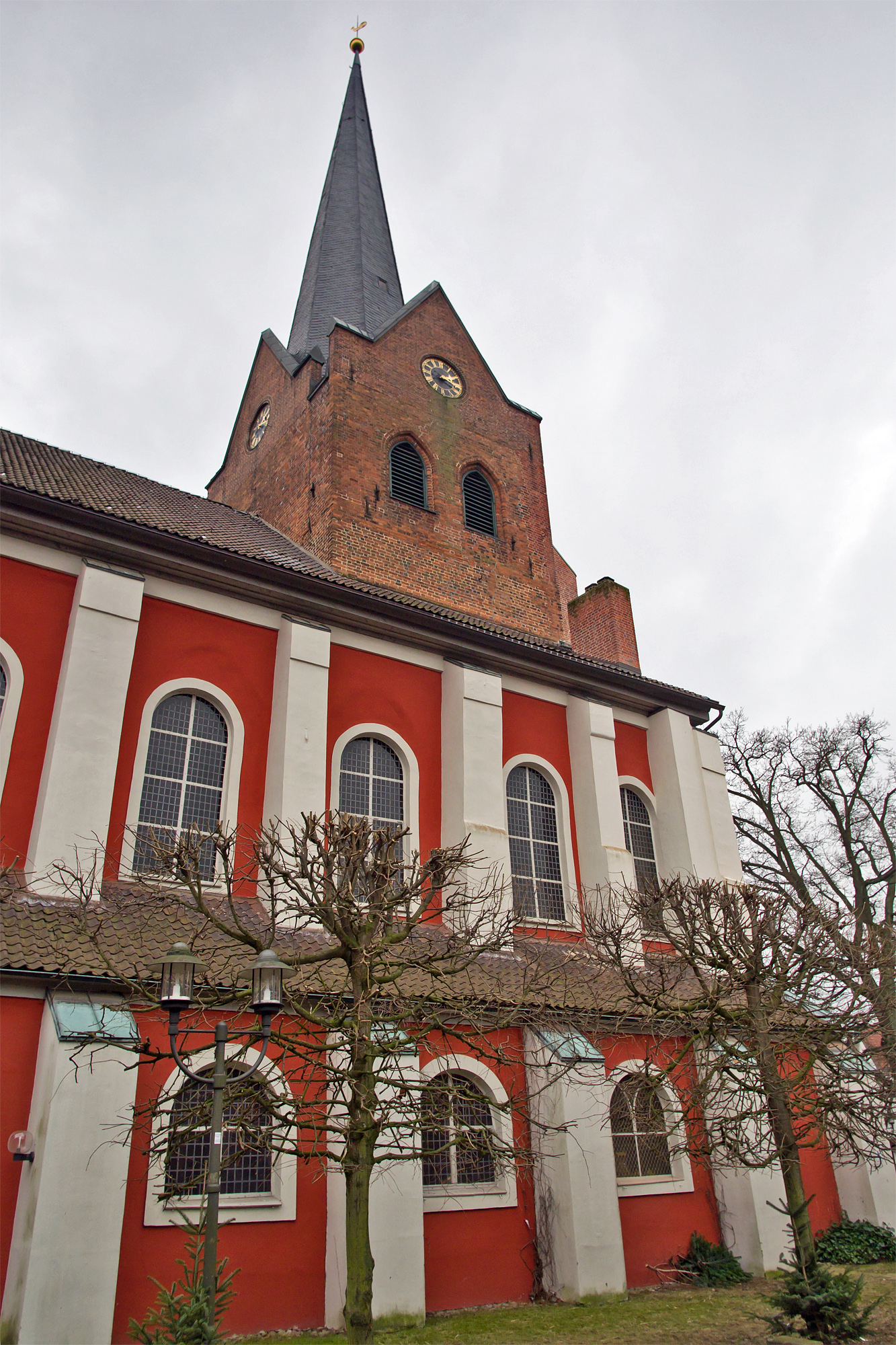
Teil der Nordfassade mit Turm
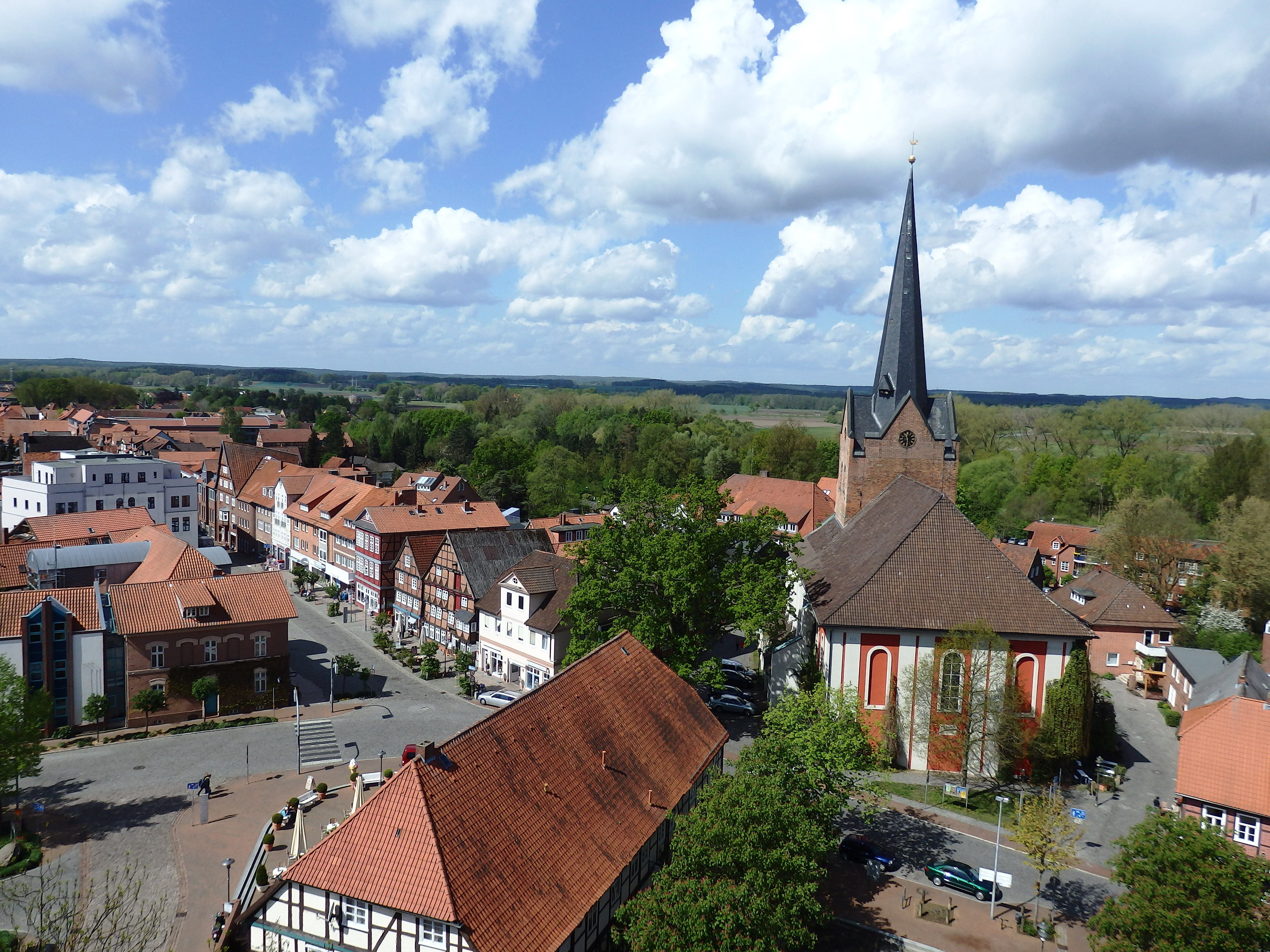
Blick vom Waldemarturm auf St. Johannis
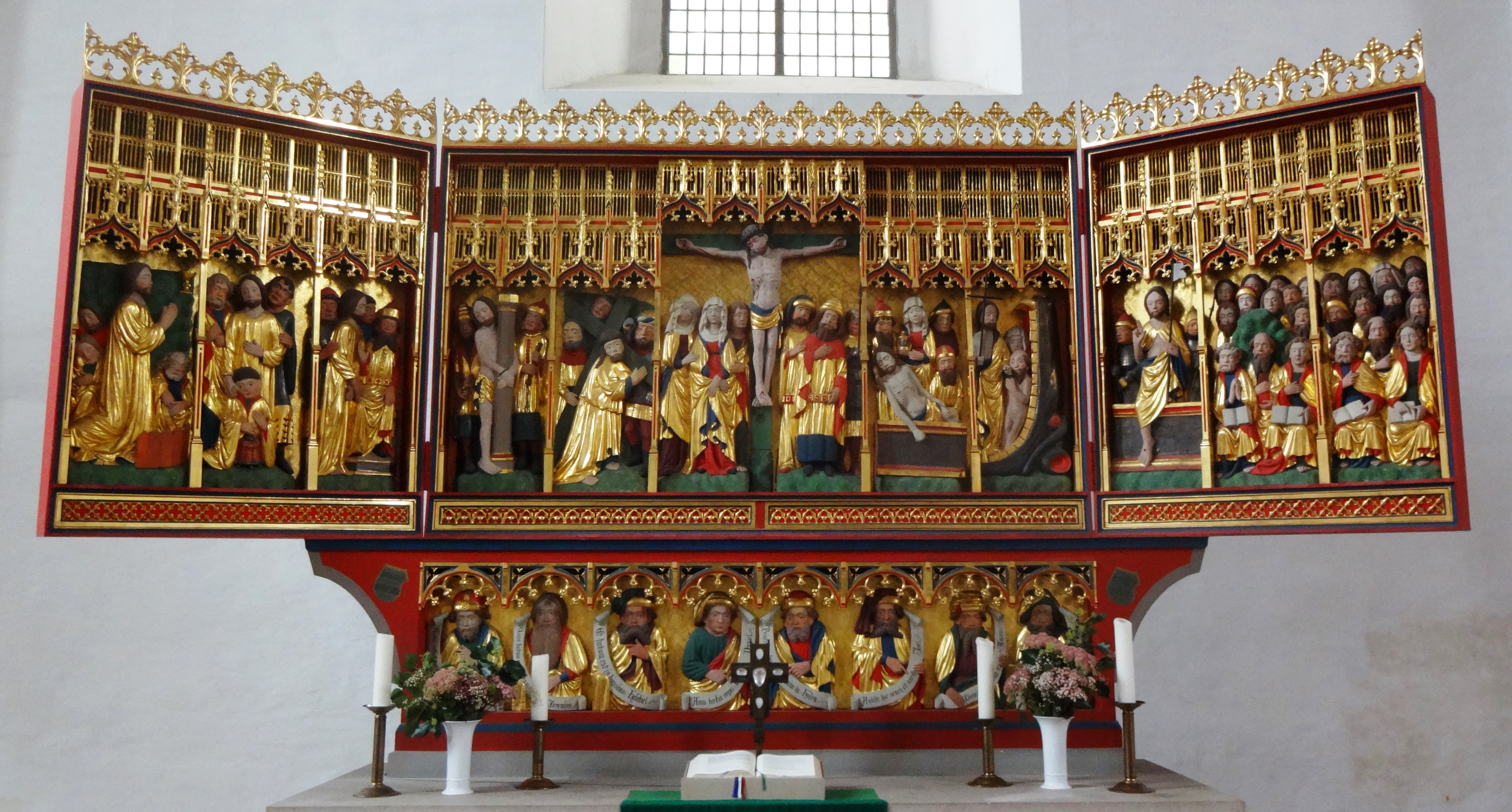
Flügelaltar in St. Johannis, Dannenberg, um 1450